# Kontaktusváltozat
A kontaktusváltozat a nyelv egy olyan változata, amely nyelvi kontaktus esetén jön létre. A kétnyelvű közösségek beszélőinek kódkészlete (nyelvtani és lexikai elemei) két önálló nyelv kódkészletéből áll össze. A kontaktusváltozatban különféle kontaktusjelenségek jelennek meg, a nyelvi interferencia hatására a nyelv kontaktusváltozata a standard változattól eltéréseket mutathat. Ezek az eltérések, a kontaktusjelenségek megmutatkozhatnak a szavak szintjén, a mondatszerkesztés szintjén, akár a kiejtés szintjén, kölcsönszavakban és tükörfordításokban. Mindazokat a nyelvi elemek kontaktusjelenségeknek számítanak, amelyek két nyelvet szemlélve hangalakjukban, jelentésszerkezetükben, vagy nyelvi felépítésükben hasonlóak. Szűkebb értelemben akkor számít egy nyelvi forma kontaktusjelenségnek, ha az a forma csak a kétnyelvű nyelvváltozatban jelenik meg, a nyelv egynyelvű változatában nincs meg. A kontaktusjelenségeket tartalmazó nyelv jellemzője, hogy általában csak a kétnyelvű, vagy két nyelvet beszélő emberek értik meg teljes egészében, és ennek a kódnak általában alacsonyabb a presztízse, mint a standard változatoknak.
Kontaktusváltozat például a szlovákiai magyar nyelvjárások, gyakori elemei a kölcsönszavak, amelyek jövevényszavakká alakulnak ('horcsica' - mustár, 'párki' - virsli, 'tyepláki' - melegítőnadrág, 'kopacski' - futballcipő, 'bordel' - rendetlenség), a tükörfordítások ('alapiskola' - általános iskola), a szlovák mintára létrehozott kifejezések ('ez a kulcs a szekrénytől', 'ketten vagyunk egy szobán').